# کوراتاگره
کوراتاگره (به انگلیسی: Koratagere) یک زیستگاه انسانی در هند است که در ناحیه تومکور واقع شده‌است.

## خصوصیات
کوراتاگره ۲۰٬۴۵۰ نفر جمعیت دارد و ۷۵۰ متر بالاتر از سطح دریا واقع شده‌است.